# Акбай (Кызылординская область)
Акбай (каз. Ақбай) — село в Аральском районе Кызылординской области Казахстана. Административный центр и единственный населённый пункт Акирекского сельского округа. Через село проходит автодорога М-32. Код КАТО — 433231100.

## Население
В 1999 году население села составляло 778 человек (398 мужчин и 380 женщин). По данным переписи 2009 года, в селе проживало 817 человек (428 мужчин и 389 женщин).